# 298 km (obwód moskiewski)
298 km (ros. 298 км) – przystanek kolejowy w lasach, w rejonie czechowskim, w obwodzie moskiewskim, w Rosji. Położony jest na Wielkim Pierścieniu Kolei Moskiewskiej, w oddaleniu od skupisk ludzkich. Najbliższą miejscowością jest Oksino.